# Charles Robert Leslie
Charles Robert Leslie   (Londres, 19 d'octubre de 1794 - Londres, 5 de maig de 1859) va ser un pintor de gènere anglès.
Leslie nasqué a Londres de pares estatunidencs. Als cinc anys tornà a Amèrica i la seva família s'establí a Filadèlfia, Pennsilvània. Leslie l'any 1811 tornà a Londres i va ser amic de West, Beechey, Allston, Coleridge i Washington Irving, essent admès com estudiant a la Royal Academy, on obtingué dues medalles de plata. Va pintar escenes extretes de les obres de Shakespeare i Cervantes, Addison i Molière, Swift, Sterne, Fielding i Smollett.

## Obres

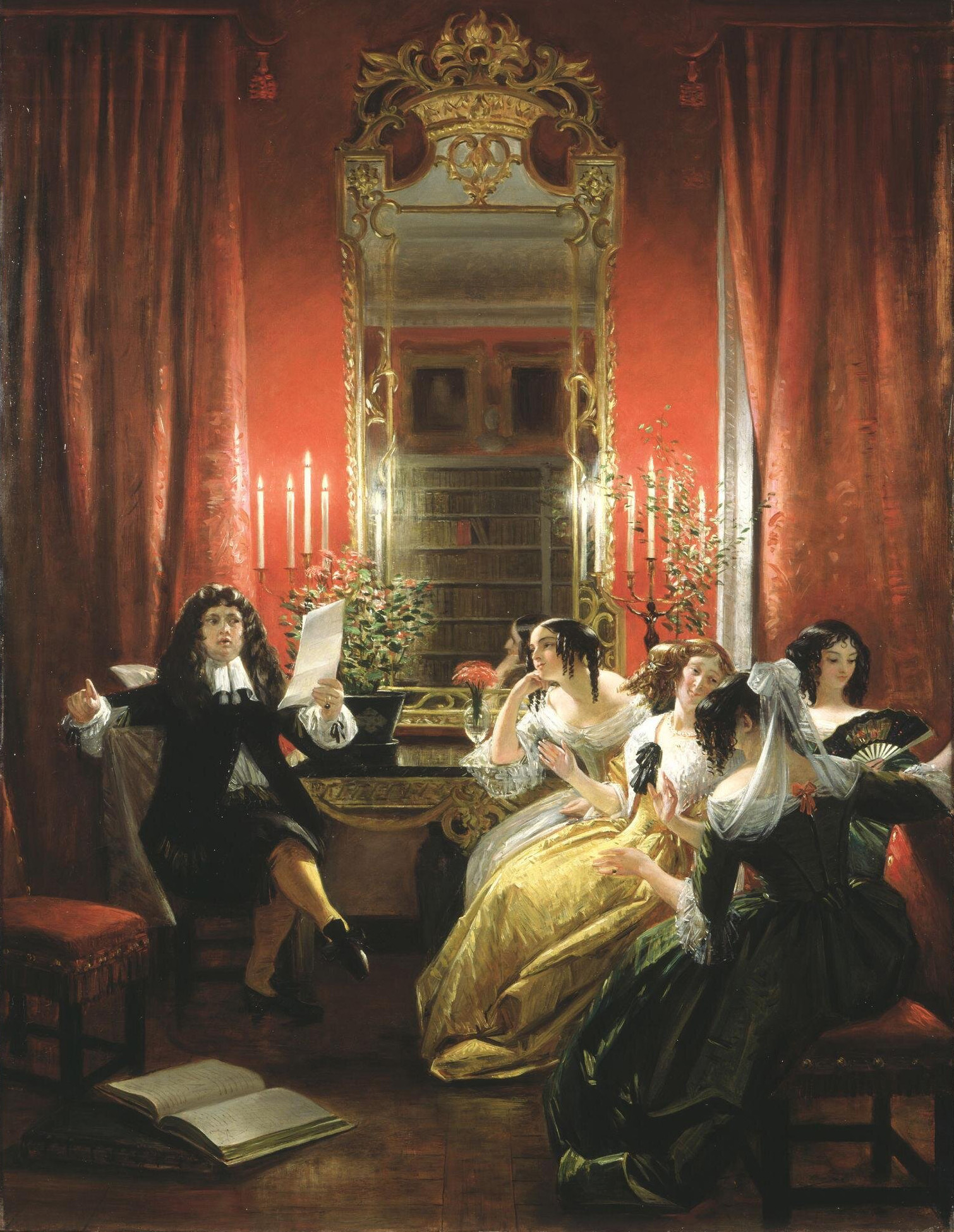
Les Femmes Savantes (1845), una escena de Molière

Pintures individuals notables inclouen:
- Sir Roger de Coverley going to Church (1819);
- May-day in the Time of Queen Elizabeth (1821)
- Portrait of a Gentleman (1823)
- Sancho Panza and the Duchess (1824)
- Uncle Toby and the Widow Wadman (1831)
- Le Malade Imaginaire, act iii. sc. 6 (1843)
- Our Saviour Teaching his Disciples a Lesson Humility (1844)
- The Pharisee and the Publican (1847)
- The Reading Lesson from an Etching by Raffaelle (1848)
- Duke's Chaplain Enraged leaving the Table, from Don Quixote (1849)
- Martha and Mary (1849)
- The Mother's Return to her Child (1849)

## Escrits
- Memoirs of the Life of John Constable ed C.R.Leslie 1843, Chapman & Hall, London 1896
- Life and Times of Sir Joshua Reynolds, with Notices of Some of his Contemporaries ed Tom Taylor, John Murray, London 1865
- Handbook for Young Painters (with illustrations),Johyn Murray, London 1855
- Autobiographical Recollections of C. R. Leslie with Selections from his correspondence Ed. Tom Taylor, Ticknor & Fields, Boston 1860